# Archiwum kinematografii
Archiwum kinematografii – drugi i zarazem ostatni album studyjny polskiego zespołu hip-hopowego Paktofonika. Wydawnictwo ukazało się 25 września 2002 roku nakładem wytwórni muzycznej Gigant Records. Nagrania dotarły do 6. miejsca zestawienia OLiS. 
W skład albumu wchodzą utwory nagrane w czasie istnienia zespołu w pełnym składzie, ale które nie zostały zamieszczone na Kinematografii (wyjątkiem są utwory „Ja to ja 2 (dokuadnie tak!)” - nagrany przez Rahima i Fokusa, poświęcony pamięci tragicznie zmarłego Magika, oraz „W peunej gotowości”). 
W 2002 roku do sprzedaży trafiła także płyta winylowa pt. Archiwum kinematografii. Na płycie wydanej przez Gigant Records znalazły się m.in. utwory instrumentalne, a także acapelle.

## Lista utworów
Opracowano na podstawie materiału źródłowego.
| #  | Tytuł                                                              | Produkcja     | Scratche                    | Długość |
| -- | ------------------------------------------------------------------ | ------------- | --------------------------- | ------- |
| 1  | Fokus - „Play+Rec”                                                 | Magik         | DJ Bambus                   | 0:48    |
| 2  | Fokus, Magik, Rahim - „C.D. kinematografii” (gościnnie: Sot)       | Rahim         | DJ Haem                     | 4:13    |
| 3  | Fokus, Magik, Rahim - „Dla pewnego swego”                          | Rahim         | DJ Haem                     | 4:28    |
| 4  | Fokus, Magik, Rahim - „A robi się to tak” (gościnnie: JedenSiedem) | Rahim, Kipper | –                           | 5:51    |
| 5  | Magik, Rahim - „Mechaniczna pomarańcza”                            | Rahim         | DJ Bambus                   | 3:30    |
| 6  | Fokus, Magik - „'Le sie zmahauem”                                  | Kipper        | –                           | 3:28    |
| 7  | Magik - „Tak jak telewizor (Kipper remix)”                         | Kipper        | DJ Bambus                   | 4:20    |
| 8  | Fokus, Magik, Rahim - „Na mocy paktu” (gościnnie: Bit-Bak)         | Rahim         | –                           | 4:24    |
| 9  | Rahim - „Aż strach pomyśleć”                                       | Kipper        | DJ Bambus                   | 1:49    |
| 10 | Magik - „Wielka gra” (gościnnie: Fisz)                             | IGS           | DJ Haem                     | 3:39    |
| 11 | Fokus, Rahim - „Ja to ja 2 (dokuadnie tak!)”                       | Fokus         | –                           | 3:46    |
| 12 | Magik, Rahim - „Dejot rusza czarne puyty” (gościnnie: Kams)        | Rahim         | DJ Bambus, DJ Haem          | 4:23    |
| 13 | Fokus, Magik, Rahim - „Wielkie dzięki”                             | Fokus, Rahim  | DJ Bambus                   | 2:04    |
| 14 | Fokus, Rahim - „W peunej gotowości”                                | Rahim         | DJ Bambus                   | 3:46    |
| 15 | „Znikam”                                                           | Rahim         | DJ Bambus, DJ Senior Junior | 9:22    |

| LP |
| --- |
| Strona A 1. „C.D. kinematografii” (Album Version) 2. „JaToJa2 (dokuadnie tak!) (Album Version) 3. „Instrumentals” Strona B 1. „Na mocy paktu” (Album Version) 2. „Na mocy paktu” (Acapella) 3. „Intstrumentals” |